# Колібрі-плямохвіст фіолетовоголовий
Колібрі-плямохвіст фіолетовоголовий (Oreotrochilus chimborazo) — вид серпокрильцеподібних птахів родини колібрієвих (Trochilidae). Мешкає в Еквадорі і Колумбії.

## Опис

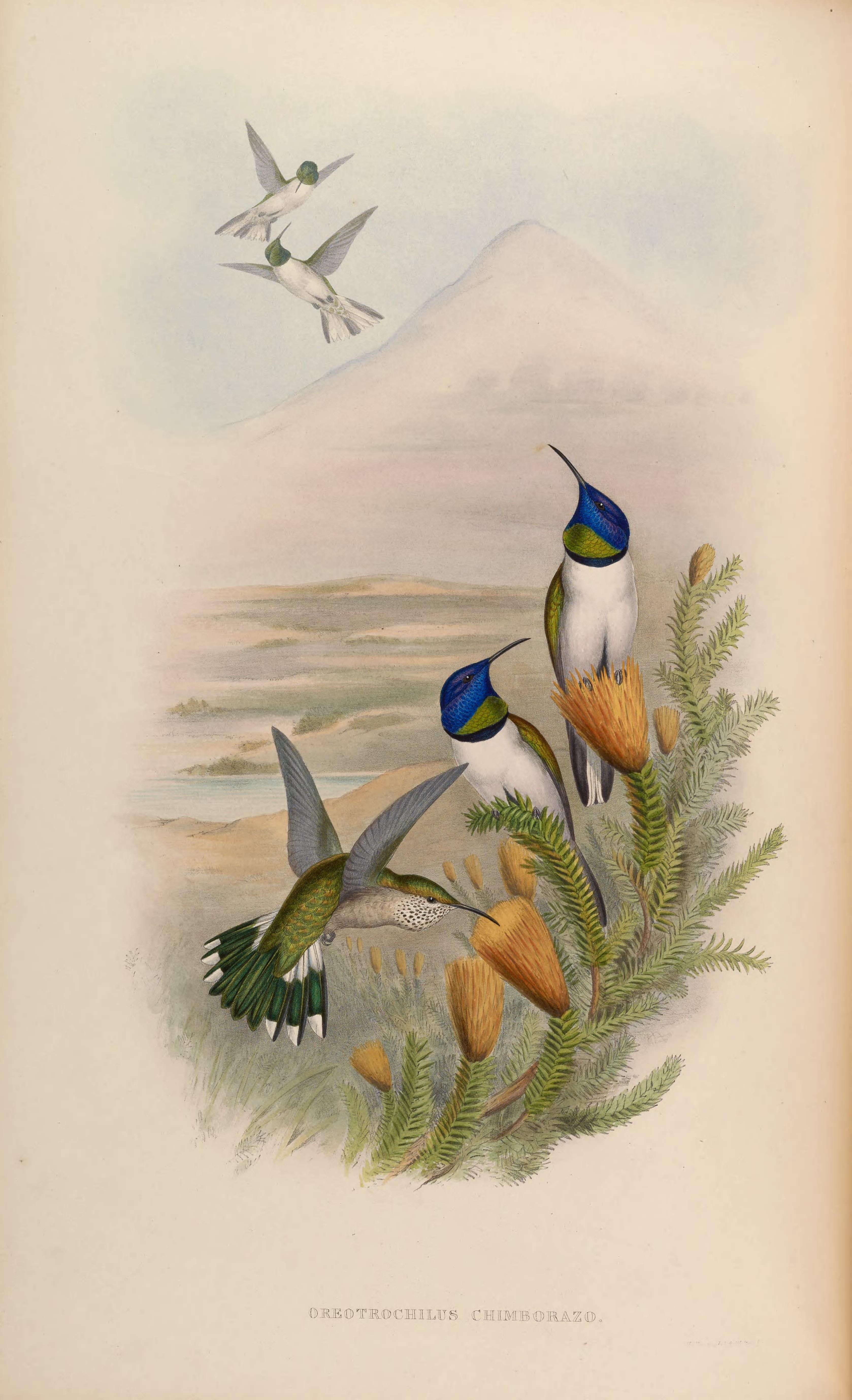
Фіолетовогорлі колібрі-плямохвости (підвид O. c. chimborazo)

Довжина птаха становить 12-13 см, вага 7,8-8,1 г. У самців верхня частина тіла оливково-зелена. Голова і верхня частина горла фіолетово-сині, блискучі, нижня частина горла зелена, блискуча, знизу окаймлена чорною смугою. Решта нижньої частини тіла біла, по її центру проходить тонка чорна смуга. Хвіст роздвоєний, центральні стернові пера синьо-зелені, решта білі з чорними кінчиками і краями. Дзьоб чорний, дещо вигнутий, довжиною 21 мм.
У самиць голова верхня частина тіла оливково-зелені, за очима у них є білі плями. Горло біле, поцяткована темно-зеленими плямками, решта нижньої частини тіла блідо-сірувата. Хвіст синьо-зелений, крайні стернові пера біля основи і на кінчиках білі. Забарвлення молодих птахів є подібне до забарвлення самиць. У молодих самців верхня частина грудей більш світла, а пера на голові мають темні краї. У самців підвиду O. c. jamesonii голова повністю фіолетова. а крайні стернові пера менш білі.

## Підвиди
Виділяють три підвиди:
- O. c. jamesonii Jardine, 1849 — Еквадорські Анди (від Нариньйо на крайньому півдні Колумбії до Асуая, зокрема на схилах вулканів Котакачі, Пічинча, Антісана, Ільїнса і Котопахі);
- O. c. soderstromi Lönnberg, 1922 — схили вулкану Кілотоа;
- O. c. chimborazo (Delattre & Bourcier, 1846) — схили вулкану Чимборасо.

Деякі дослідники не визнають O. c. soderstromi як окремий підвид і вважають його проміжною формою між двома підвидами. Загалом, існування кількох підвидів на відносно невеликій території може вказувати на якийсь географічний бар'єр, який існував в Еквадорських Андах в плейстоцені, оскількі наразі він відсутній.

## Поширення і екологія
Ареал фіолетовоголових колібрі-плямохвостів дуже фрагментований. Ці птахи живуть на високогірних луках парамо і пуна, на кам'янистих вулканічних схилах, серед скель, на висоті від 3500 до 5300 м над рівнем моря, іноді до снігової лінії. Фіолетовогорлі колібрі-плямохвости живляться нектаром різноманітних квітучих рослин, зокрема нектаром чагарників Chuquiraga з родини айстрових, пуй і рослин з родини мальвових, а також комахами, яких ловлять в польоті або збирають з рослинності. При живленні вони чіпляються лапами за суцвіття, а вночі або при непогоді ховаються в тріщинах серед скель, де впадають в зціпеніння. Гніздо робиться з трави, моху, рослинного пуху, пір'я і шерсті, прикпіплюється до вертикальної скелі в прихованому від дощу, граду і полуденного сонця місці. іноді на дереві Polylepis або на папороті, на висоті від 0,6 до 6 м над землею. Іноді кілька гнізд можуть розміщуватися поряд, формуючи невелику розріджену колонію. В кладці 2 яйця.